# Friedrich-Ludwig-Jahn-Sportpark
För andra betydelser, se Jahn (olika betydelser)
Friedrich-Ludwig-Jahn-Sportpark är en idrottsarena som ligger i Berlins stadsdel Prenzlauer Berg.
Den gränsar i norr till Max-Schmeling-Halle och i väster till Mauerpark som en del i ett stort idrottskomplex. Friedrich-Ludwig-Jahn-Sportpark innefattar en fotboll- och friidrottsstadion och mindre idrottsplatser. Stadion har 20 000 sittplatser (varav 15 000 under tak) och är därmed Berlins näst största stadion sett till antalet sittplatser efter Berlins Olympiastadion.
Under åren 2002-2003 hölls Golden League-deltävlingen ISTAF Berlin här på grund av renoveringen av Berlins Olympiastadion inför VM i Fotboll 2006.
FC Vorwärts Berlin spelade sina hemmamatcher på arenan mellan 1953 och 1971. Som ASK Vorwärts Berlin tog laget bland annat emot Rangers på arenan i Europacupen 1961/1962. När klubben flyttades till Frankfurt an der Oder inför säsongen 1971/1972 togs arenan över av BFC Dynamo. 
BFC Dynamo spelade på arenan mellan 1972 och 1992. BFC Dynamo tog emot klubbar såsom Nottingham Forest FC, Aston Villa FC, Hamburger SV och AS Roma på arenan i Europacupen under 1980-talet. BFC Dynamo flyttade till fotbollsstadion i Sportforum Hohenschönhausen efter tyska återföreningen, men återvände år 2014. 
Namnet kommer från Friedrich Ludwig Jahn.